# Porella complanata
Porella complanata là một loài rêu tản trong họ Porellaceae. Loài này được (Stephani) Swails miêu tả khoa học lần đầu tiên năm 1970.